# Gefechtsstation
Als Gefechtsstation benennt man bei der Marine den Ort, den Bordangehörige eines Kriegsschiffs bei Gefechtsalarm auf dem schnellsten Wege zu besetzen haben.
Nach Fachrichtung (Bordverwendung), seinem Dienstgrad und seinen marinespezifischen Ausbildungen wird diese Station für den Soldaten an Bord festgelegt. Es können Stationen der Schiffssicherung (Brand-/oder Leckabwehr), der Flugabwehr (Besetzung der Geschütze) uvm. sein. Die Gesamtheit aller Gefechtsstationen wird als „Gefechtsrolle“ bezeichnet. Jeder Besatzungsangehörige hat eine Rollenkarte, in welcher seine jeweiligen Funktionen, auch die der Gefechtstation, aufgeführt sind. Die jeweiligen „Rollen“ werden durch Klingelsignale und Lautsprecherdurchsagen der Besatzung auf dem gesamten Schiff übermittelt, z. B.: „Besatzung auf Gefechtsstation“, „Feuer im Schiff“ oder „Mann über Bord“.